# André Rogaczewski
André Rogaczewski (født 23. marts 1968) er medstifter og administrerende direktør i det danske IT-selskab Netcompany. Udover sit virke i erhvervslivet sidder han i en række eksterne bestyrelser og råd, og optræder jævnligt som debattør i medierne.

## Opvækst
Andrë Rogaczewski er født i Cieplice i Polen 23. marts 1968. Forældrene immigrerede til Danmark som flygtninge i starten af 1970'erne, og bosatte sig i Aalborg, da han var et par år gammel.
Her voksede han op i hvad Berlingske senere betegnede som "den hårdeste ghetto i Aalborg Øst".
Han gik i folkeskole på Tornhøjskolen og tog sin studentereksamen på Aalborg Katedralskole i 1987. Han er uddannet cand.scient. i datalogi ved Aalborg Universitet i 1993.

## Karriere

### Tidlig karriere
Fra 1993 til 2000 arbejdede han som manager i Accenture (tidl. Andersen Consulting).

### Netcompany
I 2000 stiftede han sammen med Claus Bo Jørgensen og Carsten Gomard IT selskabet Netcompany. Han var partner i selskabet fra 2000-2013, og i 2014 tiltrådte han stillingen som administrerende direktør.

## Øvrige poster og formandskaber
DI Digital
Rogaczewski overtog i november 2016 formandsstolen i Dansk Industris brancheorganisation for IT og tele, DI Digital.
Teknologipagtrådet
Regeringen nedsatte i april 2018 Teknologipagtrådet med André Rogaczewski som formand. Rådets formål består i at få flere danskere til at arbejde og uddanne sig inden for digitale og tekniske fag.
Tænketanken Europa
Indtrådte som medlem af Tænketanken Europa advisory board i april 2018.
Den sociale Investeringsfond
Blev i februar 2019 udpeget til bestyrelsesmedlem af Innovationsministeren. Den Sociale Investeringsfond har til formål at innovere måden, hvorpå der arbejdes med sociale indsatser i Danmark, ved at udvikle tidlige og helhedsorienterede indsatser på de store velfærdsområder i samspil mellem civilsamfundet og den offentlige og private sektor.
Fonden For Entreprenørskab
Tiltrådte som repræsentantskabsformand i oktober 2018, som afløser for Tommy Ahlers, der forinden var blevet udnævnt til Forsknings- og Undervisningsminister.
Aalborg Universitets bestyrelse
Indtrådte som eksternt bestyrelsesmedlem på Aalborg Universitet d. 3 juli 2019, og tiltræder den 1. juli 2022 posten som bestyrelsesformand, hvor han afløser Lene Espersen.